# اسلیگو (میزوری)
اسلیگو (به انگلیسی: Sligo) یک منطقهٔ مسکونی در ایالات متحده آمریکا است که در میزوری واقع شده‌است. اسلیگو ۳۲۴ متر بالاتر از سطح دریا واقع شده‌است.